# Дуб-красень

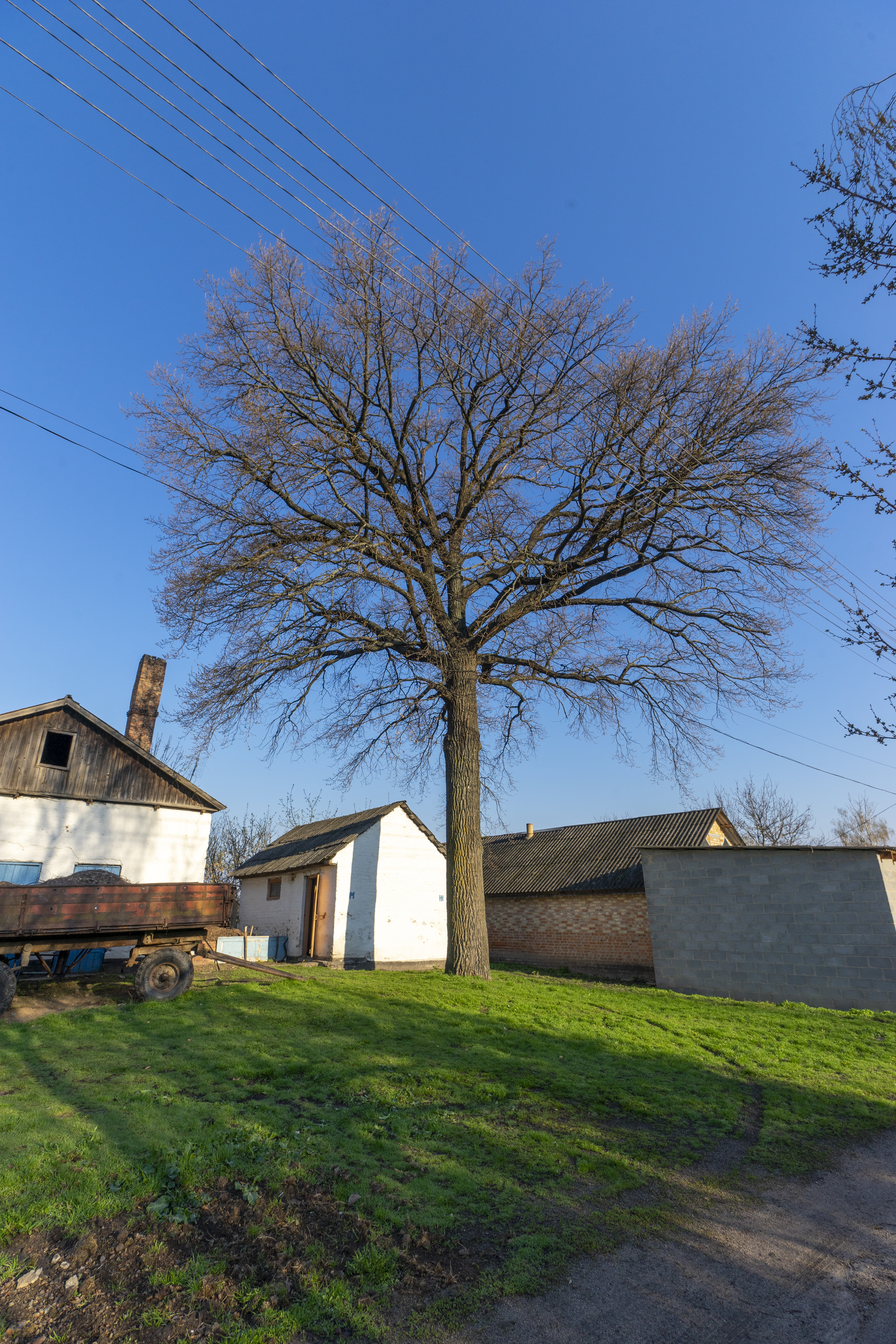
Дуб Д. М. Карбишев

Дуб-красень — ботанічна пам'ятка природи місцевого значення. Об'єкт розташований на території Звенигородського району Черкаської області, територія Шендерівської СШ села Шендерівка.
Площа — 0,1 га, статус отриманий у 1990 році.